# Trajče Nedev
Trajče Nedev, anche noto come Trajko Nedev (in macedone Трајче Недев?; Skopje, 27 febbraio 1973), è uno scacchista macedone.
Ottenne il titolo di Maestro internazionale nel 1995, e di Grande maestro nel 2000.

## Principali risultati
Tre volte vincitore del campionato macedone (1997, 2000, 2011).
Con la nazionale macedone ha preso parte a tutte le Olimpiadi degli scacchi dal 1996 al 2014, ottenendo complessivamente 57,5 punti su 104 partite (55,3%). Ha vinto una medaglia di bronzo individuale alle olimpiadi di Erevan 1966.
Ha anche rappresentato la Macedonia del Nord ai Campionati Mondiali a Squadre del 2001 a Erevan e a nove Campionati europei a squadre dal 1997 al 2017, vincendo una medaglia d'argento individuale in quarta scacchiera  a Plovdiv nel 2003.
Nel giugno 2004 ha vinto il torneo GM di Mulhouse. Nel luglio 2010 ha vinto l'open "Summer Cup 2010" di Porto Carras.
Partecipa al campionato macedone a squadre con il club SK Alkaloid Skopje, con il quale ha preso parte a 15 edizioni della coppa europea di scacchi per club dal 1995 al 2009.
Ha ottenuto il suo migliore punteggio Elo in ottobre 2005, con 2537 punti.